# Anthony Burgess

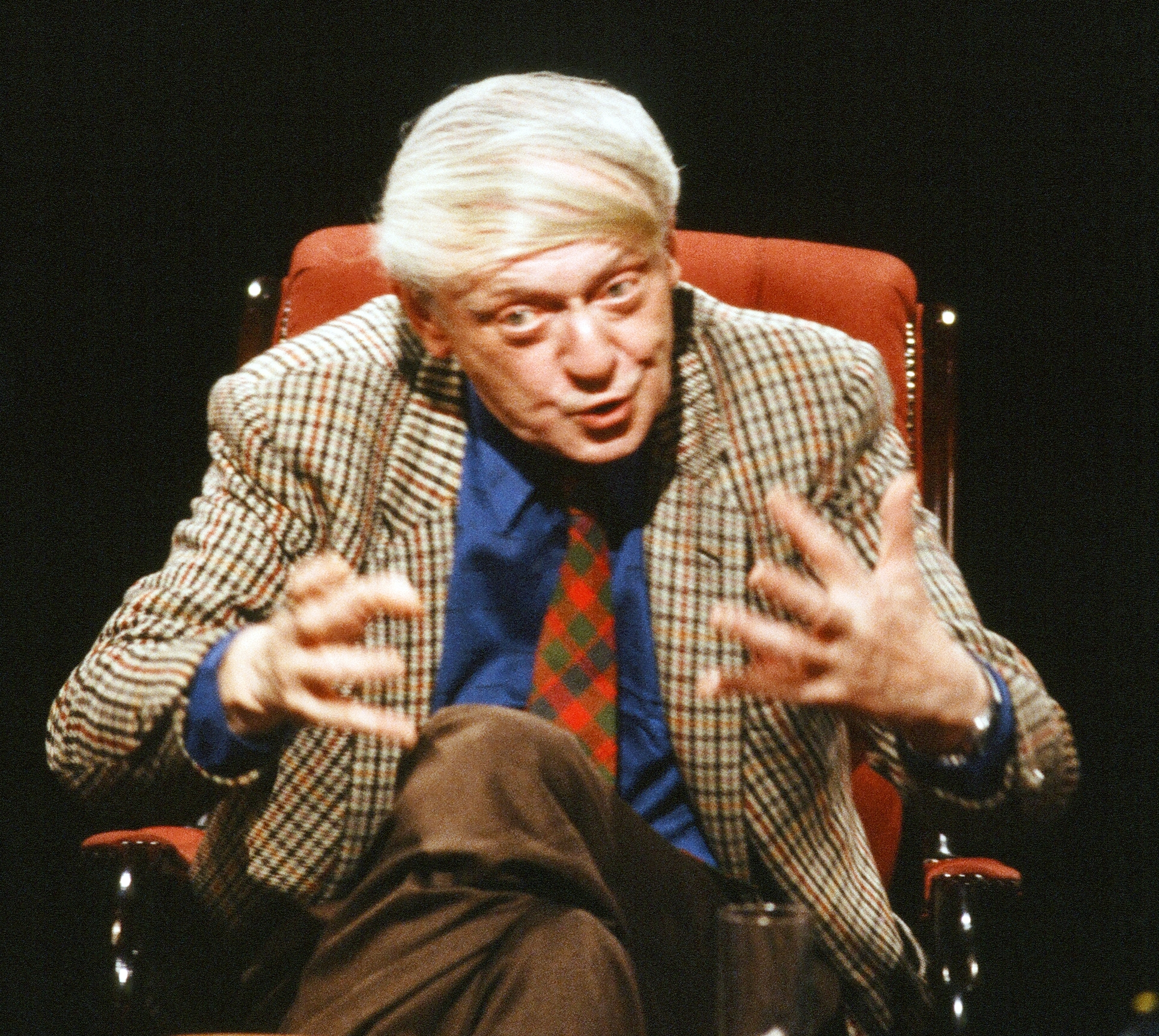
Anthony Burgess (1988)

John Anthony Burgess Wilson (* 25. Februar 1917 in Manchester; † 22. November 1993 in London), besser bekannt unter seinem Künstlernamen Anthony Burgess, war ein britischer Schriftsteller und Komponist. Sein bekanntestes Werk ist Uhrwerk Orange.

## Leben

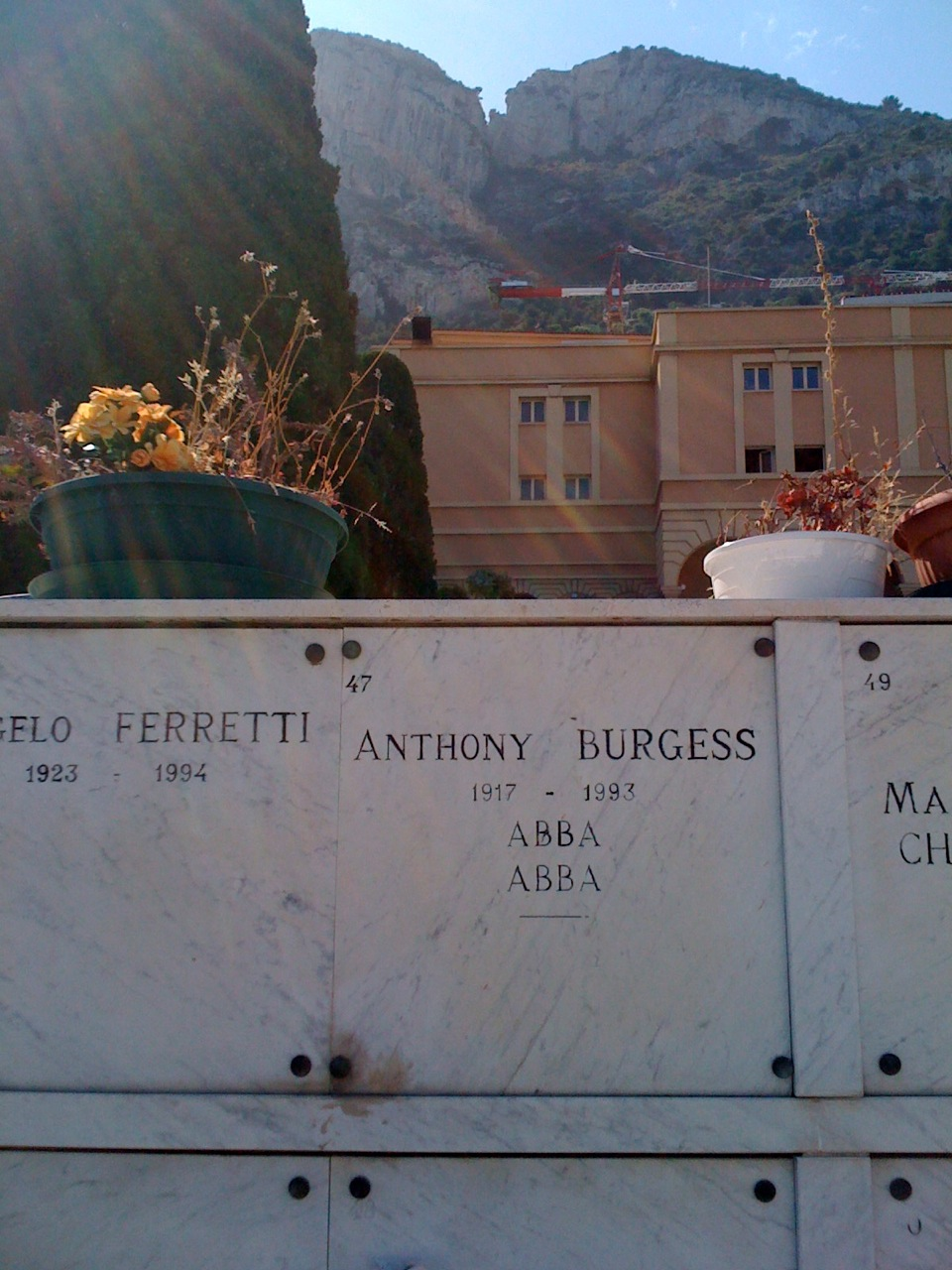
Grab von Anthony Burgess (2009)

Burgess wurde 1917 in ein katholisches Elternhaus hineingeboren, das zerbrach, noch ehe er drei Jahre alt war: Im November 1918 starben kurz nacheinander seine Schwester und seine Mutter an der damals grassierenden Spanischen Grippe. Der Junge wurde darauf zunächst bei einer Tante untergebracht und kehrte erst in den Haushalt des Vaters zurück, als dieser sich 1922 wieder verheiratet hatte. Burgess empfand sich als einsam und vom Vater zurückgewiesen und beschäftigte sich früh mit Büchern. Als er in die Schule kam, zunächst die St. Edmund’s Roman Catholic Elementary School, war er erstaunt, dass die anderen Kinder noch gar nicht lesen konnten. Er war schon dort ein Außenseiter und erst recht später als Katholik auf der Bishop Bilsborrow Memorial Elementary School in Moss Side. Seine guten Noten brachten ihn auf das Xaverian College. Das Flötensolo aus Prélude à l’après-midi d’un faune von Claude Debussy weckte in ihm den Wunsch, Musiker zu werden. Seine Familie lehnte das als brotlose Kunst ab, dennoch brachte er sich selbst das Klavierspielen bei. Als sein Vater 1938 starb, erbte Burgess nichts.
Zum Studium der Musik nicht angenommen, studierte Burgess von 1937 bis 1940 Englische Literatur an der Manchester University. Das Studium beendete er als Bachelor of Arts mit einer Arbeit über Christopher Marlowes Doctor Faustus. 1942 heirateten Anthony Burgess und Lynne Isherwood. Er diente danach zunächst beim Royal Army Medical Corps und ließ sich dann zum British Army Education Corps versetzen. Auf Gibraltar stationiert, unterrichtete der sprachbegabte Burgess Deutsch, Französisch und Spanisch. Im benachbarten Spanien wurde er verhaftet, weil er Franco beleidigt hatte. Seine in England zurückgebliebene Ehefrau erlitt eine Fehlgeburt nach einem Überfall durch vier desertierte US-Soldaten während der Verdunkelung anlässlich des Luftschutzes, bei dem sie vergewaltigt wurde.
Burgess verließ den Militärdienst 1946 als Sergeant-Major (Feldwebel) und unterrichtete die nächsten vier Jahre an der Mid-West School of Education in der Nähe von Wolverhampton und am Bamber Bridge Emergency Teacher Training College bei Preston. Ab Ende 1950 arbeitete er als Englischlehrer am Gymnasium Banbury Grammar und leitete dort die schulische Theatergruppe. Während dieser Zeit und praktisch sein ganzes Leben lang schrieb er Musik, wobei die meisten Stücke allerdings nie veröffentlicht wurden.
1954 nahm Burgess eine Stelle als Lehrer beim British Colonial Service an und ging nach Malaya. Zunächst unterrichtete er in Kuala Kangsar in Perak am Malay College, genannt „das Eton des Ostens“. Nach einem Streit mit seinen Vorgesetzten wechselte Burgess zum Malay Teachers’ Training College in Kota Bharu, Kelantan. Als er nach kurzer Zeit fließend das Malaiische beherrschte, brachte ihm das eine Gehaltserhöhung ein. In seiner Freizeit schrieb Burgess die Romantrilogie The Long Day Wanes, die in Malaysia nicht erscheinen durfte und dort bis heute als unerwünscht gilt. Sein erstes veröffentlichtes Werk war English Literature: A Survey for Students, das er ebenfalls in dieser Zeit verfasste. Nach einem kurzen Aufenthalt in der Heimat im Jahre 1958 nahm Burgess eine Stelle am Sultan Omar Ali Saifuddin College in Bandar Seri Begawan in Brunei an. Hier entstanden die ersten Entwürfe jenes Buches, das 1961 unter dem Titel Devil of a State erscheinen sollte. Der Schauplatz Brunei war darin durch ein fiktives ostafrikanisches Land, eine verfremdete Version von Sansibar, ersetzt; Burgess und vor allem sein Verleger wollten Verleumdungsklagen vermeiden.
Auf Borneo brach Anthony Burgess 1959 zusammen, während er Geschichte unterrichtete. Die Ärzte teilten ihm mit, einen unheilbaren Gehirntumor diagnostiziert zu haben, und legten ihm nahe, die noch bleibenden zwölf Monate gut zu nutzen. Burgess entschloss sich, dem Schreiben fortan Priorität zu geben, um seiner Frau etwas Persönliches zu hinterlassen (und veröffentlichte in den folgenden Jahren mehr als 50 Bücher). Er kehrte nach Großbritannien zurück, offiziell aus gesundheitlichen Gründen, doch war die koloniale Verwaltung in Brunei froh, den renitenten Burgess loszuwerden, der sich in Artikeln für die Brunei People’s Party eingesetzt hatte, die die Unabhängigkeit des Landes forderte, und der mit A. M. Azahari befreundet war, dem Führer dieser rebellischen Partei (drei Jahre später scheiterte dann der Aufstand der Volkspartei und löste einen Ausnahmezustand aus, der bis heute andauert).
Zuhause in London wurde der todkrank geglaubte Burgess in der Neurologie derart gründlich (und ergebnislos) untersucht, dass er diese Erlebnisse in einem rasch geschriebenen Buch namens The Doctor is Sick verarbeitete. Darin finden sich zahlreiche Beispiele für Slang, die bereits die künstliche Jugendsprache vorbereiten, die später in seinem berühmtesten Werk Clockwork Orange eine Rolle spielt. Er beschloss nun, nur noch zu schreiben, abgesichert durch eine Erbschaft seiner Frau und die Ersparnisse aus sechs Jahren Auslandseinsatz, bis sich seine Bücher – allen voran das 1962 erschienene Clockwork Orange – als eine Quelle wachsenden Wohlstandes erwiesen. Burgess begann 1963 eine Affäre mit der zwölf Jahre jüngeren Italienerin Liliana Macellari, die ihm 1964 einen Sohn gebar. Burgess lehnte es ab, seine Frau Lynne zu verlassen (die mittlerweile Alkoholikerin war), um ihren Cousin George Patrick Dwyer nicht bloßzustellen, den katholischen Bischof von Leeds. Erst nachdem Lynne am 20. März 1968 an Leberzirrhose gestorben war, erkannte er das Kind als seines an und heiratete Liliana. Sie übersetzte einen großen Teil seiner Werke ins Italienische.
Burgess’ wachsender Erfolg brachte das Paar angesichts der hohen Steuern dazu, ins Ausland zu gehen. Zunächst lebten sie bis 1970 in Lija, Malta, bis Probleme mit der dortigen Zensur sie nach Rom vertrieben, wo sie eine Wohnung kauften. Hinzu kamen Wohnsitze in Bracciano und Montalbuccio, eine Villa in der Provence und schließlich ein Appartement in der Baker Street in London.
Burgess nahm 1970 Lehraufträge an der Princeton University wahr und 1972 am City College of New York, wo er sich mit Joseph Heller anfreundete. Er unterrichtete Creative Writing an der Columbia University und war Writer-In-Residence an der University of North Carolina 1969 und an der University at Buffalo 1976. Er hielt 1975 Vorlesungen über den Roman an der University of Iowa. 1983 erhielt er den Premio Malaparte. Schließlich ließ er sich in Monaco nieder, wo er 1984 die Princess Grace Irish Library mitbegründete. Viel Zeit verbrachte er auch in einem seiner Häuser in der Schweiz, einem Chalet zwei Kilometer außerhalb von Lugano.
Anthony Burgess starb 1993 im Hospital of St John & St Elizabeth in London an Lungenkrebs. Seine Asche wurde in Monte Carlo beigesetzt.

## Werk
Anthony Burgess’ Werk ist durch das Werk von James Joyce, aber auch durch seinen Katholizismus geprägt. In England ist dies eine Religion der Außenseiter, wodurch sich religiöse und gesellschaftliche Erfahrung nicht ausschließen, sondern miteinander eine Allianz eingehen, wie man sie auch bei anderen englischen katholischen Schriftstellern wie Graham Greene, W. Somerset Maugham und Gilbert Keith Chesterton vorfinden kann.
Sein – nicht zuletzt durch die Verfilmung von Stanley Kubrick – bekanntestes Werk ist A Clockwork Orange (1962, dt. Eine Uhrwerk-Orange bzw. Uhrwerk Orange oder auch Uhrwerk Mensch) über die Themen Freier Wille und Moral. Zu den Wurzeln des Buches gehört neben den Erlebnissen in der Armee natürlich auch jener Zwischenfall, bei dem Burgess’ Frau Lynne ihr Kind verlor, und seine lebenslange Liebe zur Musik. In seiner Autobiographie You’ve Had Your Time beschreibt Burgess, wie er für eine beabsichtigte Schiffsreise mit der Alexander Radishchev der Baltic Line nach Leningrad (die er 1963 zu Honey for the Bears verarbeitete) sein Russisch auffrischte („started to re-learn Russian“) und dadurch zu dem Slang Nadsat des Buches fand. Dass er sich in dem Anhang Glossary of Nadsat Language der amerikanischen Ausgabe für Hilfe mit dem Russischen der Freundlichkeit seiner Kollegin Nora Montesinos und einer Reihe von Korrespondenten für verpflichtet erklärte, erwähnt er dabei nicht.
Burgess war außerdem neben seiner Muttersprache Englisch nach eigener Darstellung noch einer ganzen Reihe weiterer Sprachen mächtig, darunter Deutsch, Spanisch, Italienisch, Walisisch (Kymrisch) und Malaiisch.
Burgess ärgerte sich zunehmend darüber, auf den Roman A Clockwork Orange reduziert zu werden, und erklärte noch kurz vor seinem Tod, dass er diesen Roman (dem er auch seinen Wohlstand verdankte) lieber nie geschrieben hätte. Diese Haltung wird verständlich, wenn man sich die Spannbreite dieses außergewöhnlichen Schriftstellers vergegenwärtigt. Sie reicht von einem formal experimentellen Roman wie Napoleon Symphony bis hin zu einem in seiner Verwendung von Genre-Konventionen geradezu waghalsigen eschatologischen Agenten-Roman Tremor. Sein persönlichstes Buch ist der Roman Beard’s Roman Women (dt. Rom im Regen), in dem er von einem Drehbuchautor erzählt, der frisch verwitwet eine Affäre mit einer jungen Frau begonnen hat und darauf mit der Wiederauferstehung seiner verstorbenen Frau konfrontiert wird.
Die Selbstverständlichkeit auch religiöser Geschehnisse im Alltag findet sich in seinem literarischen Hauptwerk, dem 1980 erschienenen Roman Earthly Powers (dt. Der Fürst der Phantome). Aus der Sicht eines katholischen homosexuellen Schriftstellers namens Toomey (dessen Vorbild William Somerset Maugham ist), der eine Wunderheilung des späteren Papstes Gregor bezeugen soll (dessen Vorbild der spätere Papst des Vatikanischen Konzils, Papst Johannes XXIII. ist), beschreibt Burgess in dieser Tour de Force durch das 20. Jahrhundert, in dem von den Nazi-Gräueln bis hin zu dem Massensuizid der Jones-Sekte der 70er Jahre kaum ein blutiger Schauplatz ausgelassen wird, mit dem ihm eigenen Sprachwitz eine in Trivialitäten versunkene gottferne Welt, in der es paradoxerweise gerade die Überhöhungs- und Vollkommenheitsbestrebungen von religiösen und politischen Führern sind, die das Böse in die Welt hineintragen. Der Roman fand begeisterte Kritiken und wurde für den Booker-Preis nominiert, aber wie Burgess im 1990 erschienenen 2. Teil seiner Autobiographie You’ve Had Your Time schrieb, war er nicht überrascht, dass er ihn nicht bekam: „It was evident for me, anyway, that my novel was no Booker material. It was hard reading for the jurors, and it smelt of the wrong properties, one of which was Catholic Europe“.
So blieb Burgess mit seiner kunstvollen Synthese aus diabolischem Entertainment und ernstem Anliegen im Literaturbetrieb ein Außenseiter, dessen reiches Gesamtwerk überdies von dem glanzvollen Erfolg A Clockwork Orange immer noch überstrahlt wird.
Weniger bekannt ist, dass Burgess sein Leben lang auch komponiert hat. Zu seinen Werken gehören unter anderem
- Blooms of Dublin, Oper (1981)
- drei Sinfonien (1937, 1956 und 1975)
- Concertino für Klavier und Schlagzeug (1951)
- Konzert für Klavier und Orchester (1976)
- Kammermusikwerke
- Lieder

1981 entwickelte Burgess für den Film Am Anfang war das Feuer (orig. La Guerre du feu) des Regisseurs Jean-Jacques Annaud eine dem Steinzeitmenschen und seinem Gaumen entsprechende Lautsprache.
Im April 2019 wurde bekannt, dass in Burgess’ Nachlass ein unveröffentlichter Folgetext zu A Clockwork Orange mit dem Arbeitstitel The Clockwork Condition aus den Jahren 1972 und 1973 gefunden wurde, bei dem „es sich laut dem Literaturprofessor Andrew Biswell aber nicht um einen Roman, sondern um eine ‘bedeutende philosophische Abhandlung über die gegenwärtige Natur des Menschen’“ handele. Außerdem beschäftige „sich das Werk ... mit der Empörung über Kubricks Verfilmung seines Romans, ist in Teilen aber auch eine Autobiografie“.

## Bibliografie
Malayan Trilogy (The Long Day Wanes)
- 1 Time for a Tiger (1956)
  - Deutsch: Jetzt ein Tiger. Übersetzt von Ludger Tolksdorf. Elsinor Verlag, Coesfeld 2019, ISBN 978-3-942788-43-4.
- 2 The Enemy in the Blanket (1957)
  - Deutsch: Der Feind in der Decke. Übersetzt von Ludger Tolksdorf. Elsinor Verlag, Coesfeld 2022, ISBN 978-3-942788-64-9.
- 3 Beds in the East (1959)
  - Deutsch: Betten im Orient. Übersetzt von Ludger Tolksdorf. Elsinor Verlag, Coesfeld 2022, ISBN 978-3-942788-65-6.

Enderby
- 1 Inside Mr. Enderby (1963)
  - Deutsch: Enderby : Ein Doppel-Roman. Übersetzt von Wolfgang Krege und Joachim Kalka. Klett-Cotta, Stuttgart 1991, ISBN 3-608-95296-9.
- 2 Enderby Outside (1968)
- 3 The Clockwork Testament, or, Enderby’s End (1974)
  - Deutsch: Das Uhrwerk-Testament. Übersetzt von Walter Brumm. Heyne Allgemeine Reihe #5124, 1974, ISBN 3-453-00463-9.
- 4 Enderby’s Dark Lady, or, No End to Enderby (1984)
- The Complete Enderby (Sammelausgabe von 1–4; 1996)

Romane
- The Wanting Seed (1956)
- The Doctor Is Sick (1960)
  - Deutsch: Der Doktor ist übergeschnappt : Eine groteske Geschichte aus Londons Unterwelt. Mit 10 Illustrationen von Karlheinz Gross. Übersetzt von Inge Wiskott. Erdmann Verlag f. Internationalen Kulturaustausch, Tübingen und Basel 1968, DNB 456239650. Auch als: Der Doktor ist defekt. Übersetzt von Wolfgang Krege. Klett-Cotta, Stuttgart 1985, ISBN 3-608-95026-5.
- The Right to an Answer (1960)
- Devil of a State (1961)
- One Hand Clapping (1961; als Joseph Kell)
  - Deutsch: Ein-Hand-Klatschen. Übersetzt von Wolfgang Krege. Klett-Cotta, 1980, ISBN 3-12-900511-0.
- The Worm and the Ring (1961)
- A Clockwork Orange (1962)
  - Deutsch:
    - Uhrwerk Orange. Übersetzt von Walter Brumm. Heyne Allgemeine Reihe #928, 1972.
    - Die Uhrwerk-Orange. Übersetzt von Wolfgang Krege. Klett-Cotta, 1993, ISBN 3-608-95742-1.
    - Clockwork Orange. Neu übersetzt von Wolfgang Krege. Heyne Allgemeine Reihe #10496, 1997, ISBN 3-453-13079-0.
    - Clockwork Orange. Mit einem Vorwort von Tom Shippey. An die Fassung des vom Autor 1986 überarbeiteten Originaltextes angeglichen von Erik Simon. Deutsche Übersetzung des Vorwortes von Erik Simon. Übersetzt und neu durchgesehen von Walter Brumm. Heyne SF&F #8205, 2000, ISBN 3-453-16413-X.
    - Clockwork Orange: Die Urfassung. Hrsg. und mit einem Nachwort und Anmerkungen versehen von Andrew Biswell. Übersetzt von Ulrich Blumenbach. Klett-Cotta, 2013, ISBN 978-3-608-93990-3.
- Honey for the Bears (1963)
  - Deutsch: Honig für die Bären. Federzeichnungen von Karlheinz Gross. Übersetzt von Dorothea Gotfurt. Erdmann Verlag f. Internationalen Kulturaustausch, Tübingen und Basel 1967, DNB 456239685.
- The Eve of Saint Venus (1964)
- Nothing Like the Sun : A Story of Shakespeare’s Love Life (fiktive Biografie, 1964)
- A Vision of Battlements (1965)
- Tremor of Intent (1966)
  - Deutsch: Tremor. Übersetzt von Wolfgang Krege. Klett-Cotta, Stuttgart 1980, ISBN 3-12-900521-8.
- M/F (1971; auch: MF)
- Napoleon Symphony (1974)
  - Deutsch: Napoleonsymphonie : Roman in 4 Sätzen. Übersetzt von Wolfgang Krege. Klett-Cotta, Stuttgart 1982, ISBN 3-608-95079-6.
- Beard’s Roman Women (1976)
  - Deutsch: Rom im Regen. Übersetzt von Wolfgang Krege. Klett-Cotta, Stuttgart 1988, ISBN 3-608-95024-9.
- A Long Trip to Teatime (1976)
  - Deutsch: Der lange Weg zur Teetasse. Illustrationen von Almut Gernhardt. Übersetzt von Harry Rowohlt. Haffmans, Zürich 1985, ISBN 3-251-20024-0.
- Moses (1976)
- Abba Abba (1977)
- 1985 (1978)
  - Deutsch: 1985: Ein Roman. Übersetzt von Walter Brumm. In: Anthony Burgess: 1985. Heyne Allgemeine Reihe #5981, 1982, ISBN 3-453-01448-0.
- Man of Nazareth (1979)
  - Deutsch: Der Mann aus Nazareth. Übersetzt von Ludger Tolksdorf. Elsinor, Coesfeld 2025, ISBN 978-3-942788-93-9.
- Earthly Powers (1980)
  - Deutsch: Der Fürst der Phantome. Übersetzt von Wolfgang Krege. Klett-Cotta, Stuttgart 1984, ISBN 3-608-95215-2.
- The Kingdom of the Wicked (1980)
  - Deutsch: Das Reich der Verderbnis. Übersetzt von Willi Winkler. Heyne-Bücher #6587, München 1985, ISBN 3-453-02167-3.
- The End of the World News (1982)
  - Deutsch: Erlöse uns, Lynx. Übersetzt von Joachim Kalka. Klett-Cotta, 1986, ISBN 3-608-95216-0.
- The Pianoplayers (1986)
  - Deutsch: Der Mann am Klavier. Übersetzt von Joachim Kalka. Klett-Cotta, Stuttgart 1989, ISBN 3-608-95384-1.
- Any Old Iron (1989)
  - Deutsch: Belsazars Gastmahl. Übersetzt von Joachim Kalka. Klett-Cotta, Stuttgart 1996, ISBN 3-608-95817-7.
- Mozart and the Wolf Gang (1991)
- A Dead Man in Deptford (1993)
  - Deutsch: Der Teufelspoet. Übersetzt von Wolfgang Krege. Klett-Cotta, Stuttgart 1995, ISBN 3-608-93217-8.
- Byrne (1995)
- Puma (2018)
- The Black Prince (2018; mit Adam Roberts)

Sammlungen
- 1985 (1978)
  - Deutsch: 1985. Übersetzt von Walter Brumm. Heyne Allgemeine Reihe #5981, 1982, ISBN 3-453-01448-0.
- Two Tales of the Future (1980)
- But Do Blondes Prefer Gentlemen? (1986)
- The Devil’s Mode (1989)
- Future Imperfect (1994)
- One Man’s Chorus (1998)

Kurzgeschichten
1967:
- A Pair of Gloves (1967, in: Herbert van Thal (Hrsg.): Lie Ten Nights Awake)

1968:
- An American Organ (1968, in: Alex Hamilton (Hrsg.): Splinters)
- The Muse (1968)
  - Deutsch: Die Muse. Übersetzt von Gertrud Baruch. In: Harry Harrison (Hrsg.): Gezeiten des Lichts. Kindler #556, 1973, ISBN 3-463-00556-5.

1979:
- The Land Where the Ice Cream Grows (1979; mit Fulvio Testa)

1989:
- The Most Beautified (1989, in: Anthony Burgess: The Devil’s Mode)
- Murder to Music (Sherlock-Holmes-Geschichte, 1989, in: Anthony Burgess: The Devil’s Mode)

Theater
- Oberon Old and New (1985; mit J. R. Planche)
- Blooms of Dublin: A Musical Play Based on James Joyce’s Ulysses (1986)
- A Clockwork Orange: A Play with Music (1987)

Sachliteratur
- The Novel Today (1963)
- Language Made Plain (1964)
- Here Comes Everybody : An Introduction to James Joyce for the Ordinary Reader (1965)
  - Deutsch: Ein Mann in Dublin namens Joyce. Übersetzung ins Deutsche: Gisela und Manfred Triesch. Gehlen, Bad Homburg v. d. H., Berlin und Zürich 1968, DNB 456239677. Auch als: Joyce für jedermann : Eine Einführung in das Werk von James Joyce für den einfachen Leser. Übersetzt von Friedhelm Rathjen. Frankfurter Verlag-Anstalt, Frankfurt [Main] 1994, ISBN 3-627-10239-8.
- Coaching Days of England (1966)
- Urgent Copy (1966)
- Age of the Grand Tour (1967; mit Francis Haskell)
- The Novel Now: A Guide to Contemporary Fiction (1967; auch: The Novel Now: A Student’s Guide to Contemporary Fiction, 1971)
- Shakespeare (1970)
  - Deutsch: Shakespeare : Eine Biographie. Zitate übersetzt von Dieter Schamp. Übersetzt von Eugen Schwarz. Claassen, Düsseldorf 1982, ISBN 3-546-41599-X.
- Joysprick : An Introduction to the Language of James Joyce (1973)
- A Christmas Recipe (1977)
- New York (1977)
  - Deutsch: New York. Mit Photos von Dan Budnik. Übersetzt von Ute Seesslen. Time-Life International, Amsterdam 1976, ISBN 90-6182-266-1.
- Ernest Hemingway and His World (1978)
  - Deutsch: Ernest Hemingway. Übersetzt von Joachim A. Frank. Hoffmann und Campe, Hamburg 1980, ISBN 3-455-08831-7.
- On Going to Bed (1982)
  - Deutsch: Wiege, Bett und Récamier : Kleine Kulturgeschichte des Liegens. Übersetzt von Bernd Weyergraf. Südwest-Verlag, München 1985, ISBN 3-517-00889-3.
- This Man and Music (1982)
- The Heritage of British Literature (1983; mit Elizabeth Bowen, David Cecil, Graham Greene und Kate O’Brien)
- 99 Novels: The Best in English Since 1939 (1984)
- Flame into Being: The Life and Work of D. H. Lawrence (1985)
  - Deutsch: D. H. Lawrence : Ein Leben in Leidenschaft. Übersetzt von Stefan Weidle. Kellner, Hamburg 1990, ISBN 3-927623-08-3.
- Homage to QWERT YUIOP (1986)
- On Mozart (1991)
- The Book of Tea (1992)
- A Mouthful of Air (1992)
- Re Joyce (2000)

Autobiografie
- Little Wilson and Big God : Being the First Part of the Confession (1987)
- You’ve Had Your Time, Being the Second Part of the Confessions of Anthony Burgess (1990)

Hörspiel
- 1991: Das Treffen in Valladolid
- 1995: Uhrwerk Orange – Regie: Wolfgang Rindfleisch (MDR)

## Filmografie
Drehbuch
- 1974: Moses (Mosè) (Fernseh-Miniserie)
- 1976: Jesus von Nazareth (Gesù di Nazareth) (Fernseh-Miniserie)
- 1985: A.D. – Anno Domini (A. D.) (fünfteilige Miniserie)

Literarische Vorlage
- 1971: Uhrwerk Orange (A Clockwork Orange)

Linguistische Beratung
- 1981: Am Anfang war das Feuer (La Guerre du feu) – Burgess entwickelte für den Film eine eigene prähistorische Sprache (Ulam)